# 图里河林业局
图里河林业局是一个位于中华人民共和国内蒙古自治区牙克石市的类似乡级单位，亦是中国内蒙古森林工业集团所属的一个林业局。
图里河林业局始建于1952年，地跨牙克石市、额尔古纳市，总面积379339公顷，森林覆盖率83.6%，林地面积356234公顷，林业人口13553人。

## 行政区划
图里河林业局下辖以下单位：
南沟林场、哈达林场、桔亚沟林场、开拉气林场、库都汗林场、西尼气林场、图里河林场。